# كأس السوبر الأوروبي 1988
كأس السوبر الأوروبي 1988 (بالفرنسية: Supercoupe de l'UEFA 1988)‏ هو الموسم 13 من  كأس السوبر الأوروبي. أشرف على تنظيمه الاتحاد الأوروبي لكرة القدم، وكان عدد الأندية المشاركة فيه  2، وفاز فيه كيه في ميخيلين.